# Каннський кінофестиваль 2007
60-ий Каннський кінофестиваль проходив з 16 по 27 травень 2007 року. Головою журі був британський режисер Стівен Фрірз. В основній конкурсній програмі взяли участь 22 фільми з 12 країн. Золоту пальмову гілку отримав фільм «Чотири місяці, три тижні і два дні» румунського кінорежисера Крістіана Мунджіу.

## Журі
Журі основної програми
- Стівен Фрірз, голова журі, режисер ( Велика Британія)
- Марко Беллокйо, режисер ( Італія)
- Меггі Чун, акторка ( Гонконг)
- Тоні Коллетт, акторка ( Австралія)
- Марія де Медейруш, акторка ( Португалія)
- Орхан Памук, письменник ( Туреччина)
- Мішель Пікколі, актор ( Франція)
- Сара Поллі, акторка, режисер ( Канада)
- Абдеррахман Сіссако ( Мавританія)

Особливий погляд
- Паскаль Ферран, голова журі, режисер ( Франція)
- Кент Джонс, письменник ( США)
- Крісті Пую, режисер ( Румунія)
- Жасмін Трінка, акторка ( Італія)

Короткометражні фільми
- Цзя Чжанке, голова журі, режисер ( КНР)
- Нікі Карімі, акторка ( Іран)
- Жан-Марі Гюстав Ле Клезіо, актор ( Франція)
- Домінік Молль, режисер ( Німеччина)
- Дебора Надольман Ландіс, модельєр ( США)

Золота камера
- Павло Лунгін, голова журі, сценарист, режисер ( Росія)
- Ренато Берта, кінооператор ( Швейцарія)
- Жюлі Бертучеллі, режисер ( Франція)
- Клотильд Куро, акторка ( Франція)

## Фільми-учасники конкурсної програми
★Переможців виділено окремим кольором.
Основна програма
| Фільм                                | Назва мовою оригіналу         | Режисер                        | Країна         |
| ------------------------------------ | ----------------------------- | ------------------------------ | -------------- |
| ★ Чотири місяці, три тижні і два дні | 4 luni, 3 săptămâni şi 2 zile | Крістіан Мунджіу               | Румунія        |
| Олександра                           | Александра                    | Олександр Сукуров              | Росія          |
| Вигнанн                              | Изгнание                      | Андрій Звягінцев               | Росія          |
| Зітхання                             | 숨                            | Кім Кі Дук                     | Південна Корея |
| Доказ смерті                         | Death Proof                   | Квентін Тарантіно              | США            |
| Скафандр і метелик                   | Le scaphandre et le papillon  | Джуліан Шнабель                | Франція        |
| На краю раю                          | Auf der anderen Seite         | Фатіх Акін                     | Німеччина      |
| Імпорт-експорт                       | Import Export                 | Ульріх Зайдль                  | Австрія        |
| Остання коханка                      | Une vieille maîtresse         | Катрін Брейя                   | Франція        |
| Усі пісні лише про кохання           | Les Chansons d'amour          | Крістоф Оноре                  | Франція        |
| Людина з Лондона                     | A londoni férfi               | Бела Тарр Агнеш Граніцкі       | Угорщина       |
| Траурний ліс                         | 殯 の 森                      | Кавасе Наомі                   | Японія         |
| Мої чорничні ночі                    | My Blueberry Nights           | Вонг Карвай                    | Гонконг        |
| Старим тут не місце                  | No Country for Old Men        | Брати Коен                     | США            |
| Параноїд-парк                        | Paranoid Park                 | Ґас Ван Сент                   | США            |
| Персеполіс                           | Persepolis                    | Марджан Сатрапі Венсан Паронно | Франція        |
| Заповіт                              | Завет                         | Емир Кустуриця                 | Сербія         |
| Таємне сонячне світло                | 밀양                          | Лі Чхан Дон                    | Південна Корея |
| Безмовний світ                       | Stellet licht                 | Карлос Рейгадас                | Мексика        |
| Псалми                               | Tehilim                       | Рафаель Наджарі                | Франція        |
| Володарі ночі                        | We Own the Night              | Джеймс Грей                    | США            |
| Зодіак                               | Zodiac                        | Девід Фінчер                   | США            |

## Нагороди
Нагороди аннського кінофестивалю 2007:
- Золота пальмова гілка: Чотири місяці, три тижні і два дні, режисер Крістіан Мунджіу
- Гран-прі журі: Траурний ліс, реж. Кавасе Наомі
- Приз за найкращу режисуру: Джуліан Шнабель за Скафандр і метелик
- Найкращий сценарій: Фатіх Акін за На краю раю
- Приз за найкращу жіночу роль: Чон До Йон за Секретне сонячне світло
- Приз за найкращу чоловічу роль: Костянтин Лавроненко за Вигнання
- Приз журі:
  - Персеполіс, реж. Марджан Сатрапі та Венсан Паронно
  - Безмовний світ, реж. Карлос Рейгадас
- Спеціальний приз до 60-ліття: Параноїд-парк, реж. Ґас Ван Сент
- Приз «Особливий погляд»: Мрії про Каліфорнію, реж. Крістіан Немеску
- Спеціальний приз журі «Особливий погляд»: Актриси, реж. Валерія Бруні-Тедескі
- Приз Сінефондасьйон: Тепер кожен здається щасливим, реж. Гонсало Тобал
- Золота камера: Медузи, реж. Етгар Керет та Шіра Геффен
- Золота пальмова гілка за короткометражний фільм: Ver Llover, реж. Еліса Міллер
- Особлива згадка: Ah Ma, реж. Ентоні Чен; Run, реж. Марк Албістон
- Приз міжнародної асоціації кінопреси (ФІПРЕССІ):
  - Чотири місяці, три тижні і два дні, режисер Крістіан Мунджіу (Конкурс)
  - Візит оркестру, реж. Еран Колірін (Особливий погляд)
  - Її ім'я - Сабіна, реж. Сандрін Боннер (Короткометражний фільм)
- Приз «Вулкан»: кінооператор Януш Камінський за Скафандр і метелик (за технічну візуальну та звукову досконалість)
- Приз екуменічного журі: На краю раю, реж. Фатіх Акін
- Гран-прі Canal+ за короткометражний фільм: Мадам Тутлі-Путлі, реж. Кріс Лавіс та Мацек Щербовскі
- Спеціальна згадка Міжнародної конфедерації кіномистецтв: Аналоги, реж. Ян Бонні
- Приз Франсуа Шале: Її серце, реж. Майкл Вінтерботтом